# Maamar Mamouni
Maamar Mamouni (nacido el 28 de febrero de 1976 en Tours, Francia) es un futbolista argelino. Actualmente juega en Panserraikos. En 2004 fue transferido del Louviéroise al Gent. En el 2006 se cambió al Lierse por transferencia libre. Fue miembro del equipo argelino en la Copa Africana de Naciones 2004 que terminó segundo en su grupo de la primera ronda antes de ser derrotado por Marruecos en cuartos de final.
Mamouni jugó previamente en Le Havre AC y en US Créteil-Lusitanos en la Ligue 1 y la Ligue 2.